# Plastic Memories
Plastic Memories (プラスティック・メモリーズ Purasutikku Memorīzu?), abreviado como Pla-Memo (プラメモ Puramemo?), es una serie de anime televisivo japonés, producida por Doga Kobo y dirigido por Yoshiyuki Fujiwara. La historia fue creada por Naotaka Hayashi, quien también escribió el guion con el diseño original de los personajes por Okiura. La serie se emitió en Japón entre el 5 de abril y el 28 de junio del 2015.

## Argumento
La historia transcurre en un futuro no muy lejano, en donde androides con apariencia humana comienzan a extenderse por todo el planeta Tierra. La compañía fabricante de los androides, SA corp, también creó a los Giftia, un nuevo modelo de androides que muestran sentimientos y aún más cualidades humanas. Sin embargo, los androides tienen una fecha límite de vida de 81,920 horas (nueve años y cuatro meses), motivo por el que SA corp creó la sección de "Fin de servicio", la cual recupera a los androides que ya han completado su ciclo de vida. Para llevar a cabo este trabajo, los empleados del Servicio Terminal trabajan en equipos que consisten en un ser humano (llamado "observador") y un Giftia (llamado "tirador").
La historia se centra en Mizukagi Tsukasa, un joven de 18 años que ha entrado a trabajar en la oficina de recuperación de androides. De no llevar a cabo está tarea, los Giftia se volverían "Wanderer", perdiendo los recuerdos rápidamente y teniendo sólo violentos impulsos primarios.

## Personajes

### Personajes principales
- Tsukasa Mizugaki  (水 柿 ツ カ サ Mizugaki Tsukasa?)

Representado por : Takumi Yasuaki
Tsukasa es el protagonista masculino de 18 años de edad. Después de fallar sus exámenes de ingreso a la universidad debido a problemas médicos , finalmente consigue un trabajo a través de su padre en el terminal de servicio de recuperación 1, a pesar de que el inicialmente no sabe lo que hacen. Lo asignan como observador de tiro de Isla y pronto se une a ella, sin saber que ella está al final de su vida útil. Cuando por fin se entera, se niega a abandonar Isla y continúa siendo su pareja. Va desarrollado sentimientos hacia Isla desde su primer encuentro, pero solo se da cuenta de estos durante su trabajo juntos.
- Isla

Representado por : Sora Amamiya
Isla, la protagonista femenina, es una Giftia con una apariencia infantil y dos coletas de caballo, tiene una tendencia a tropezar y caer sobre los objetos y hace que aquellos a su alrededor sientan la fugacidad de la vida . Se dice que es una veterana en el departamento y fue una vez compañera con Kazuki como su tirador. Después de eso , lo único que hace es servir té a las EFS Corp , hasta que llegó Tsukasa , cuando se convierte en su tirador y se vuelve a poner en el campo de nuevo, a pesar de tener menos de 2.000 horas hasta el final de su vida útil. Con el tiempo de pasar de tener una personalidad depresiva, vuelve a su antigua personalidad que es alegre y termina desarrollado sentimientos por Tsukasa, convirtiéndose en su novia. 
- Michiru Kinushima  (絹 島 ミ チ ル Kinushima Michiru?)

Representado por : Chinatsu Akasaki
Una empleada de 17 años de edad, que trabaja en el servicio de SAI en la terminal uno y es la superior de Tsukasa por un año laboral. Ella parece estar desarrollando sentimientos por Tsukasa, pero se niega a admitirlo, por ello su personalidad es de una tsundere. Ella fue criada por una Giftia, por lo que se identifica con los "niños androide" , las personas que fueron criados por Giftia u otros androides. Ella había intentado proteger a su padre de ser recuperado,  el resultado fue que su padre se convirtió en un "Wanderer ", y más tarde fue derribado por los miembros de la empresa de seguridad privada "R. Seguridad" , acabando odiando la empresa y sus trabajadores. Esta experiencia ha dado lugar a que se una a Servicios de Terminal 1. Es protagonista del manga Plastic Memories Say to Good Bye junto a Zack, en este mismo se puede apreciar cómo era de novata y también personalidad de tsundere, así cómo que ella es quien regala una consola de videojuegos a Zack y cómo se crea una relación de hermandad entre ella y Zack.
- Zack  (ザ ッ ク Zakku?)

Representado por : Sayuri Yahagi
Un Giftia con la apariencia de un joven, prácticamente un niño. Él es tirador de Michiru . Le encanta burlarse de la gente de su alrededor y revelar sus secretos más íntimos. En el manga de Plastic Memories Say to Good Bye se puede apreciar su verdadera personalidad qué es cínica y un poco malhumorada, pero está cambiará al establecer una relación de confianza Michiru, quién le da su primer regaló que es una consola de videojuegos que se puede observar que casi siempre usa en el anime, por su apariencia le tratan cómo un niño lo cual es lo que más odia y aprecia que Michiru confíe en el y no lo trate cómo a un niño pequeño.
- Kazuki Kuwanomi  (桑 乃 実 カ ヅ キKuwanomi Kazuki?)

Representado por : Megumi Toyoguchi
La jefa de Tsukasa en EFS Servicio Terminal Uno. Ella fue una vez la oservadora de Isla y es muy protectora con su expareja , siendo francamente aterradora hacia sus compañeros de trabajo. Ella parece tener muy poco aguante con el alcohol , y tiene una pierna amputada que fue el resultado de un intento de recuperar el padre de Michiru tres años antes del comienzo de la historia.
- Constance  (コ ン ス タ ン ス Konsutansu?)

Representado por: Satoshi Hino
Un Giftia que trabaja en EFS Servicio Terminal Uno. Él es tirador actual de Kazuki y es conocido por su amable personalidad.
- Yasutaka Hanada  (縹 ヤ ス タ カ Hanada Yasutaka?)

Representado por: Kenjiro Tsuda
Un empleado veterano en EFS Service Terminal Uno, en el que ha estado trabajando durante diez años. Él tiene una actitud casual y una falta de motivación, lo cual es algo inusual para alguien con su experiencia en el servicio terminal.
- Sherry  (シ ェ リ ー Sheri?)

Representado por: Aimi
Una Giftia que es la tiradora de Yasutaka. Ella tiene una personalidad seria y la apariencia de una mujer de carrera. Ella tiende a molestarle la actitud de su pareja y que a veces se sobresalta en el trabajo. Cuando se enfada, puede ser tan aterradora como Kazuki.
- Ren Kawarake  (土 器 レ ン Kawarake Ren??)

Representado por: Shinnosuke Ogami
Un empleado de servicio de la terminal uno. Él es descrito por Zack como "chupatintas".
- Eru Miru (海松 エ ル Miru Eru?)

Representado por: Sumire Uesaka
Una ingeniera en el equipo de mantenimiento de los Giftia, que ha estado en el trabajo por solo dos años. Ella es también un "friki androide" que sobre todo se le cae la baba con Isla. Se reencuentra con una antigua amiga, una Giftia llamada Olivia que fue recuperada hace años, así que tenía su sistema operativo reemplazado y ahora está viviendo una nueva vida en el servicio terminal N.º 3 como una tiradora Andie, para la sorpresa inicial de Eru.
- Takao Yamanobe (山野 辺 タ カ オ Yamanobe Takao?)

Representado por: Nobuo Tobita
El gerente de la sección de Servicios de Terminal Uno EFS. En un principio tenía un trabajo en ventas, y como resultado, él no tiene ninguna experiencia en el terreno en su trabajo actual. Parece que tiene problemas para comunicarse con su hija.
- Mikijiro Tetsuguro  (鉄 黒 ミ キ ジ ロ ウ Tetsuguro Mikijiro?)

Representado por: Mitsuaki Hoshino
El supervisor de Eru y el jefe de la sala de pruebas Unidad, que está diseñado para medir las habilidades físicas de un Giftia.

### Personajes secundarios
- Chizu Shirohana  (白花 チ ヅ Shirohana chizu?)

Representado por: Reiko Suzuki
Una mujer de edad avanzada, severa que estaba criando Nina, una Giftia, como sustituta de su nieta.
- Nina  (ニ ー ナ?)

Representado por: Misaki Kuno
Una Giftia criado por Chizu. Tiene forma de una niña pequeña, aunque tiene la mentalidad de un adulto.
- Souta Wakanae  (若 苗 ソ ウ タ Wakanae Souta?)

Representado por: Misato Fukuen
Un "niño androide" que fue criado por Marcia, la Giftia de su familia cuando sus padres murieron. Él es inicialmente desconfiado hacia los Giftias debido a la recuperación inminente de Marcia y está dispuesto a dejar ir Marcia, pero recupera su amor por ella con la insistencia de Tsukasa, Isla , Michiru y Zack
- Marcia  (マ ー シ ャ?)

Representado por: Mamiko Noto
Un Giftia que ha criado a Souta en el papel de una hermana mayor. Fue como una hija para los padres de Souta y suele contarle historias a Souta sobre ellos aunque él no le cree.
- Shinonome  (東 雲?)

Representado por: Kenta Miyake
Un supervisor de la unidad de R. Seguridad, la tarea de cazar a Giftias que se convierten en Wanderers después de haber pasado su fecha de vida útil.
- Andie  (ア ン デ ィ?)

Representado por: Mikako Komatsu
Una tiradora de la oficina de Servicios de Terminal N ° 3. Ella fue una vez Olivia, un vecina y amiga de Eru, pero fue recuperada por el Terminal Service. Sin embargo, debido a los recortes presupuestarios, su sistema operativo fue reemplazado en su lugar y ella se recicló bajo su nombre actual.
- Antonio Horizonte  (ア ン ト ニ オ · ホ リ ゾ ン?)

Representado por: Hiroshi Naka
Un jefe de la mafia que era dueño de Sarah y tenía su servicio como su guardaespaldas. Se dio cuenta de que Sarah por su estilo de vida le impedía llevar una vida normal y trató de encontrar un compañero de juegos para ella, entonces decidió que fuera Isla. Isla acepta con la condición de que el también venga. Toman el té juntos y luego recuperan a Sarah.
- Sarah  (サ ラ?)

Expresado por: Ayahi Takagaki
Un Giftia que fue empleado por Antonio como su guardaespaldas durante años. Los dos se hicieron cercanos y ella también asumió el papel de la nieta sustituta de Antonio.

## Media

### Anime
El anime de 13 episodios es producido por Dogakobo y es dirigida por Yoshiyuki Fujiwara. La serie fue creada y escrita por Naotaka Hayashi, y la música es producida por los "Mages". Okiura ofrece diseños de los personajes originales, adaptados por Chiaki Nakajima en el anime, mientras que los fondos se hacen por el Atelier 07 Rourke, Gachi Producción, Animación y Nara. La serie se emitió el 5 de abril a la 28 de junio de 2015, en Tokio MX. Se emitió en fechas posteriores sobre GYT, GTV, ABC, GBS, MTV, BS11, y AT-X. También empezó a emitir en línea en niconico a partir del 9 de abril de 2015. El tema de apertura es "Anillo de la Fortuna" por Eri Sasaki y el tema de cierre es "Asayake no Starmine" (朝 焼 け の ス タ ー マ イ ン Lit. "Starmine de un Resplandor de la mañana"?) por Asami Imai. El primer y séptimo episodio cuentan con la canción de inserción "Again & Again" por Melody Chubak. El octavo episodio utiliza "Ring of Fortune" como tema de cierre en lugar del tema de apertura. El décimo episodio cuenta con una canción cantada por inserción de la actriz de voz de Isla "Sora Amamiya", titulado "Suki nano de" (好 き な の で. Lit. "I love you."?). La serie está licenciada en Norteamérica por Aniplex USA.
| #  | Título                                                                                            | Estreno             |
| -- | ------------------------------------------------------------------------------------------------- | ------------------- |
| 1  | «El primer compañero» «Hajimete no Pātonā» (はじめてのパートナー)                                 | 4 de abril de 2015  |
| 2  | «Porque no quiero ser un estorbo» «Ashi o Hipparitakunai node» (足を引っ張りたくないので)         | 11 de abril de 2015 |
| 3  | «Comienza la convivencia» «Dōsei Hajimemashita» (同棲はじめました)                                | 18 de abril de 2015 |
| 4  | «Sonriendo torpemente» «Umaku Waraenakute» (うまく笑えなくて)                                     | 25 de abril de 2015 |
| 5  | «La promesa que quisimos cumplir» «Mamoritakatta Yakusoku» (守りたかった約束)                     | 2 de mayo de 2015   |
| 6  | «El regreso de los dos» «Futari de, Okaeri» (2人で、おかえり)                                     | 9 de mayo de 2015   |
| 7  | «Cómo invitar a una cita exitosamente» «Jōzuna dēto no sasoi-kata» (上手なデートの誘い方)         | 16 de mayo de 2015  |
| 8  | «Fuegos artificiales nunca vistos» «Shiranai Hanabi» (知らない花火)                               | 23 de mayo de 2015  |
| 9  | «Tras el festival» «Matsuri no Ato» (祭りの後)                                                    | 30 de mayo de 2015  |
| 10 | «Ya no somos compañeros» «Mō, pātonā janai» (もう、パートナーじゃない)                            | 6 de junio de 2015  |
| 11 | «El día de la tortilla con arroz» «Omuraisu no Hi» (オムライスの日)                               | 13 de junio de 2015 |
| 12 | «Envueltos en recuerdos» «Omoide ga umatte kimasu» (想い出が埋まってく)                           | 20 de junio de 2015 |
| 13 | «Ojalá un día nos reencontremos.» «Itsuka mata meguriaemasu yō ni» (いつかまた巡り会えますように) | 27 de junio de 2015 |

### Manga
El manga es un spin-off, ilustrado por Yuyu y titulado Plastic memories: Say a goodbye (プ ラ ス テ ィ ッ ク·メ モ リ ー ズ?), cuenta con Michiru Kinushima como protagonista. Se comenzó la serialización en el número de junio de 2015 Comic de ASCII Media Works' Dengeki G. El primer volumen tankōbon, que contiene capítulos publicados antes de la serialización, se publicó el 27 de abril de 2015. 
| N.º | Fecha de lanzamiento     | ISBN original          |
| --- | ------------------------ | ---------------------- |
| 1   | 27 de abril de 2015      | ISBN 978-4-04-865084-7 |
| 2   | 27 de noviembre de 2015  | ISBN 978-4-04-865529-3 |
| 3   | 27 de septiembre de 2016 | ISBN 978-4-04-892167-1 |